# In memoriam
In memoriam és una locució llatina que significa “a la memòria”. Generalment l'expressió llatina s'utilitza en conjunt amb un nom d'una persona morta.

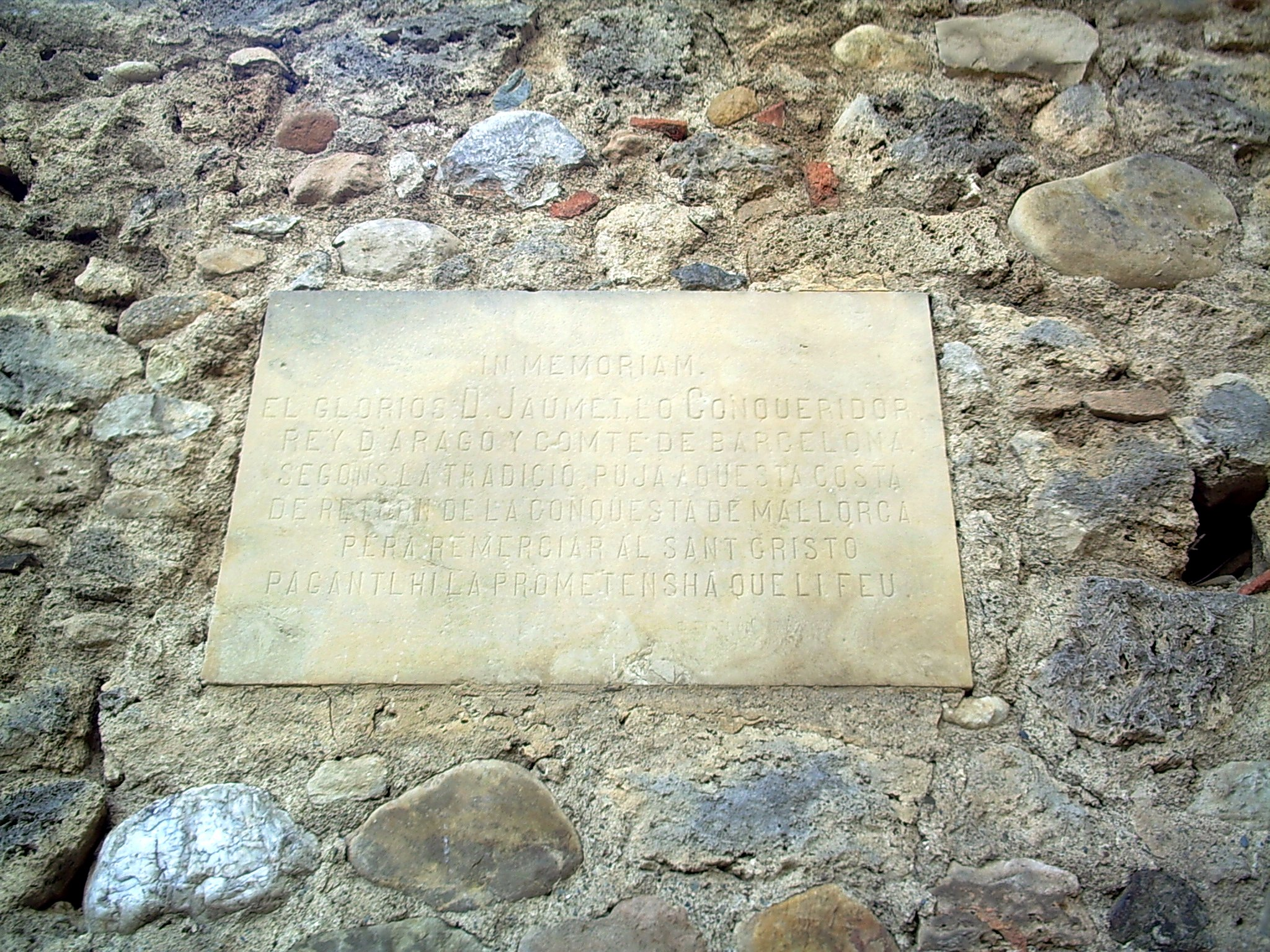
Pedra In memoriam de Jaume I, a Piera (Anoia) amb el text «In Memoriam. El glorios D.Jaume I, lo Conqueridor rey d'Arago y Compte de Barcelona, segons la tradicio, puja aquesta costa de retorn de la conquesta de Mallorca pera remerciar al sant cristo pagantlhi la prometensha que li feu.»

La frase sovint és utilitzada per a designar una cerimònia de comiat, per a intitular el discurs o una elegia a l'ocasió de les exèquies, un article de diari, per un llibre de comiat editat per als amics i col·legues amb textos de o sobre el difunt, o en general, una obra artística o un monument a la memòria d'una persona estimada o d'un esdeveniment dramàtic.

## Uns exemples d'in memoriam
Llibres i texts commemoratius
- Joan Solà, in memoriam (2012)[3]
- In Memoriam Montserrat Figueras 1942–2011, per Jordi Savall
- In memoriam Carles Riba: 1959-1969 (1973)[4]

Obres d'art
- In memoriam Dylan Thomas (1954), una cançó d'Ígor Stravinski dedicada al poeta Dylan Thomas
- In Memoriam, pintura de Henry Havelock, dedicada a les víctimes de la Rebel·lió índia de 1857
- Lento (In Memoriam C.H.H.P.) de Frank Bridge in memoriam per a Charles Hubert Parry
- In Memoriam Dennis Brain, composició de Benjamin Britten: